# Angelo Schiavio
Angelo Schiavio, né le 15 octobre 1905 à Bologne, mort le 17 avril 1990 également à Bologne, était un footballeur italien évoluant au poste d'attaquant.

## Biographie

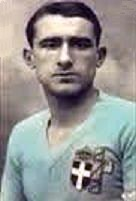
Angelo Schiavio en 1934.

Il joue toute sa carrière à Bologne, remportant le scudetto (le championnat italien) à quatre reprises, en 1925, 1929, 1936 et 1937 (étant vice-champion national également quatre fois, en 1924, 1926, 1927 et 1932). Il s'impose en Coupe Mitropa en 1932 et 1934, puis au Tournoi international de l'Exposition Universelle de Paris en 1937. 
Au total, il marque 244 buts avec Bologne, toutes compétitions confondues (meilleur buteur du championnat en 1931-1932, avec 25 réalisations).
Par ailleurs, Schiavio est sélectionné à 21 reprises en équipe d'Italie et il inscrit 15 buts. Il participe notamment à la victoire en coupe du monde en 1934, en marquant 4 buts, dont le but décisif lors de la finale contre la Tchécoslovaquie à Rome (2-1). Il obtient la Coupe internationale à deux reprises (1927-1930 et 1933-1935), et il remporte également la médaille de bronze aux Jeux olympiques d'Amsterdam en 1928, avec l'Italie.
Il est intronisé au Hall of Fame del calcio italiano en 2012.

## Liens externes

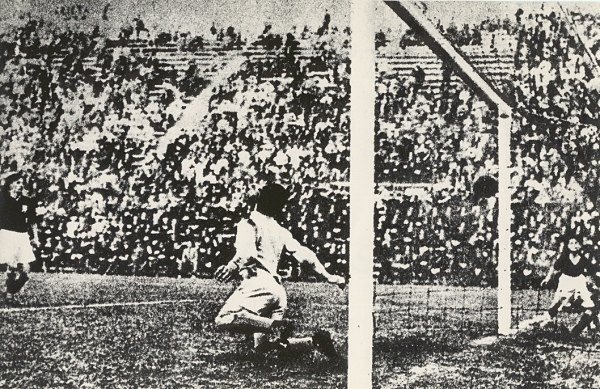
Schiavio en finale de la Coupe du monde 1934 (face à Plánička).